# Walker, Texas Ranger
Pour les articles homonymes, voir Walker.
Walker, Texas Ranger est une série télévisée américaine en 203 épisodes de 45 minutes, créée par Christopher Canaan, Leslie Greif, Paul Haggis et Albert S. Ruddy et diffusée entre le 21 avril 1993 et le 19 mai 2001 sur le réseau CBS.
Au Luxembourg la série est diffusée de 1994 à 1999 sur RTL TV puis RTL9, en France la série est diffusée puis rediffusée du 9 juillet 1995 au 30 décembre 2012 sur TF1 puis rediffusée sur TV Breizh et à partir du 25 février 2013 sur TMC. Elle est aussi rediffusée à partir du 2 août 2016 sur C8 à 21h. La série est de nouveau rediffusée depuis le 7 juillet 2024 sur TMC de 13h30 à 18h55. En Belgique, elle a été programmée en juillet 1993 sur RTL-TVI puis AB3 et Club RTL. Au Québec elle est diffusée à partir du 22 août 2018 sur Prise 2.
À partir de la saison 7, les coffrets DVD ne seront plus disponibles en France.
La série a désormais sa propre chaîne 24/24H sur la plateforme gratuite Pluto TV depuis le 2 août 2021.

## Synopsis
La série met en scène une équipe de Texas Rangers, à Dallas au Texas. Elle est dirigée par Cordell Walker, un ranger champion d'arts martiaux, qui croit aux bonnes valeurs américaines et les défend le plus souvent avec ses poings et son pistolet. Véritable cowboy des temps modernes, avec son stetson et ses santiags, il est accompagné de son collègue et meilleur ami Jimmy Trivette, un ancien footballeur américain de Baltimore, ayant rejoint les Texas Rangers après s'être brisé l'épaule. 
À la fin de la saison 5, deux nouveaux personnages font leur apparition : Trent Malloy, un ex-militaire devenu professeur de karaté, et son ami d'enfance Carlos Sandoval, un officier de police. Plus tard les deux personnages créeront leur agence de détectives privés qui donnera naissance à une autre série de 6 épisodes Le Successeur (Sons of Thunder). 
Walker et Trivette accueilleront plus tard, deux jeunes recrues, Francis Gage et Sydney Cook, au début de la 8e saison.

## Distribution

### Acteurs principaux
- Chuck Norris (VF : Bernard Tiphaine) : le sergent puis capitaine Cordell Walker
- Kinnie Gibson : Cascadeur qui double Chuck Norris dans les scènes d'actions, (naissance 1956 - décès 2015)
- Clarence Gilyard (VF : Nicolas Marié) : le ranger James « Jimmy » Trivette
- Sheree J. Wilson (VF : Anne Rondeleux puis Malvina Germain) : le substitut du procureur Alexandra « Alex » Cahill
- Gailard Sartain (saison 1) puis Noble Willingham (saisons 2 à 8) (VF : Robert Darmel) : CD Parker
- Floyd Westerman : Ray Firewalker, l'oncle de Cordell (saisons 1 et 2 - 26 épisodes)
- Nia Peeples (VF : Odile Schmitt) : le ranger Sydney Cooke (saisons 8 et 9)
- Judson Mills (VF : Jean-Louis Faure) : le ranger Francis Gage (saisons 8 et 9)
- Marco Sanchez (VF : Pierre-François Pistorio) : l'officier Carlos Sandoval (saisons 5 à 7)
- James Wlcek (VF : Emmanuel Curtil) : Trent Malloy (saisons 5 à 7)
- Hulk Hogan (VF : Michel Vigné) : Boomer

Photos des acteurs principaux
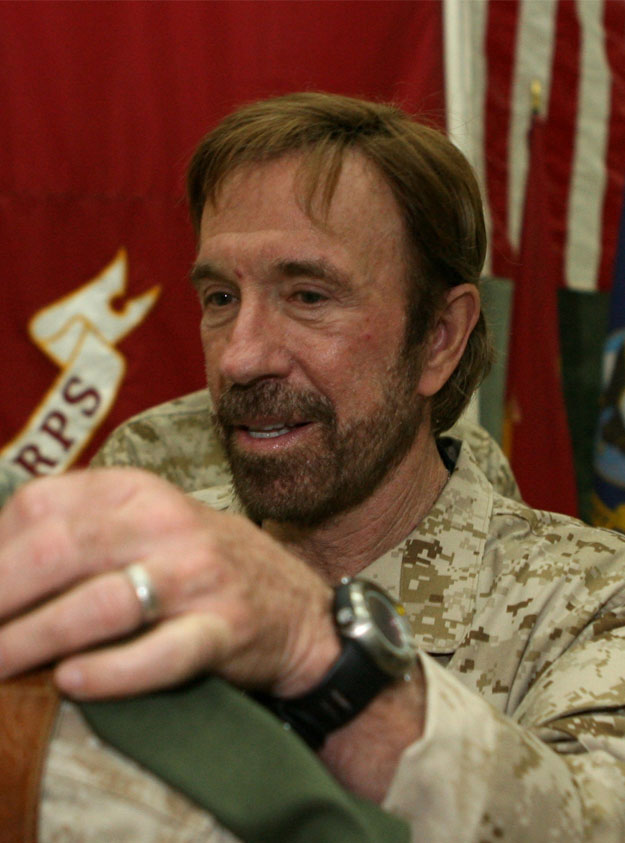
Chuck Norris interprète Cordell Walker
Clarence Gilyard interprète James Trivette
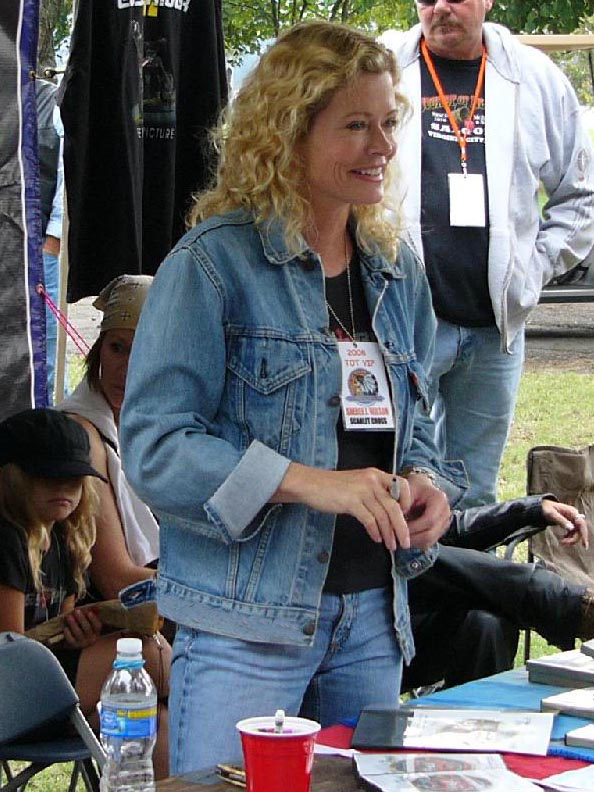
Sheree J. Wilson interprète Alexandra Cahil
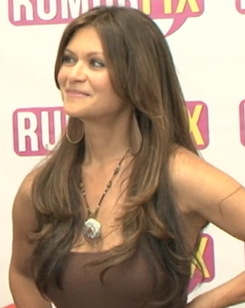
Nia Peeples interprète Sydney Cooke

### Acteurs célèbres invités
- Bruce McGill (VF : Daniel Russo) : Boone Waxwell (saison 2, épisode 1)
- Luis Guzmán : Gomez (saison 2, épisode 2)
- Brian Thompson : Leo Cale (saison 2, épisode 6)
- Sam J. Jones : Tommy Williams / Mick Stanley (saison 2, épisode 8 et saison 5, épisode 18)
- Giovanni Ribisi : Tony Kingston (saison 2, épisodes 12 et 13)
- Tobey Maguire : Danny Parsons (saison 2, épisode 16)
- Bryan Cranston : Hank (saison 2, épisode 18)
- Jonathan Banks : Shelby Valentine (saison 2, épisode 22)
- Ray Wise : Garrett Carlson (saison 2, épisode 23)
- Robert Forster : Ricky Ricketts / Lane Tillman (saison 3, épisode 11 et saison 5, épisode 25)
- Roy Thinnes : le colonel Dayton (saison 3, épisode 19)
- Andrew Divoff : Carlos Darius / Rudy Mendoza / Alberto Cardoza (saison 4, épisode 2 ; saison 6, épisode 19 et saison 9, épisode 5)
- Brian Krause : Billy Kramer (saison 4, épisode 4)
- Clifton Collins Jr. : Fito (saison 4, épisodes 17 et 18)
- Robert Englund : Lyle Eckert (saison 4, épisode 22)
- John Savage : le sergent-major Bart Hawkins (saison 5, épisode 2)
- Robert Vaughn : Dr Stewart Rizor (saison 5, épisode 5)
- Mark Rolston : Jake Prentice (saison 5, épisode 8)
- Burt Young : Jack 'Soldier' Belmont (saison 5, épisode 11 et saison 6, épisode 12)
- Maud Adams : Simone Deschamps (saison 5, épisode 12)
- Mila Kunis : Pepper (saison 5, épisode 15)
- Bill Cobbs : Gino Costa (saison 5, Épisode 16)
- Mako : Dr Henry Lee / Edward Song (saison 5, épisode 21 et saison 8, épisode 18)
- R. D. Call (VF : Pascal Renwick) : Stan Gorman (saison 5, épisode 22)
- James Pickens Jr. : le sergent Luther Parrish (saison 6, épisode 1)
- Haley Joel Osment : Lucas Simms (saison 5, épisodes 8 et 9)
- Ed Lauter : Silas Bedoe (saison 6, épisodes 6 et 7)
- Mitch Pileggi : Paul Grady (saison 6, épisode 15)
- Tobin Bell : Karl Storm (saison 6, épisode 25 et saison 7, épisode 1)
- Danny Trejo : Joe Lopez / José Rodriguez (saison 6, épisode 23 et saison 8, épisode 10)
- Dean Norris : Deke Powell (saison 7, épisode 4)
- Lee Majors : le shérif Bell (saison 7, épisode 11)
- Gary Busey : Donovan Riggs (saison 7, épisode 13)
- James Remar : Keith Bolt (saison 7, épisode 14)
- Daniel Dae Kim : Kahn (saison 8, épisode 6)
- Sammo Hung Kam-Bo : Sammo Law (saison 8, épisode 17)
- David Keith : Cliff Eagleton (saison 8, épisode 17)
- Cary-Hiroyuki Tagawa : Master Ko (saison 8, épisode 18)
- Tzi Ma : le général Nimh (saison 8, épisode 20)
- Jesse Plemons : Russell, Jr. (saison 8, épisode 20)
- Ernest Borgnine : Eddie Ryan (saison 9, épisode 4)
- Michael Ironside (VF : Jean-Pierre Moulin) : Nolan Pierce (saison 9, épisodes 5 à 8)
- François Chau : Chen (saison 9, épisodes 5, 6 et 8)
- Jeffrey Dean Morgan (VF : Jean-François Vlérick) : Jake Horbart (saison 9, épisode 9)
- Josh Holloway : Ben Wiley (saison 9, épisode 17)

 Source et légende : version française (VF) sur RS Doublage et DSD

## Personnages principaux

### Sergent Cordell Walker
Le sergent Cordell Walker est le héros de la série. Les parents de Walker, John Firewalker, un Cherokee, et Elizabeth, une Irlandaise, ont été tués alors qu'il était encore tout jeune et c'est son oncle, un Indien natif d'Amérique, Ray Firewalker, qui l'a élevé. Avant de rejoindre les Texas Rangers, Cordell Walker a servi dans la BCR et s'est formé aux arts martiaux.
Plutôt calme et poli, bon vivant et philosophe, charismatique, prêt à tendre une main secourable à ceux qui ont besoin d'aide, Cordell est partisan d'une approche vieille école de l'application de la loi, rude envers les malfrats et parfois un peu en marge de la réglementation. Malgré un discours prônant que la violence n'est pas le moyen de résoudre les problèmes, c'est souvent à mains nues, grâce à ses talents dans les arts martiaux, qu'il arrête les malfaiteurs qu'il poursuit.
Capable de se servir d'un lasso et de monter à cheval comme un vrai Texan, il se déplace plutôt en pick-up. De sa culture indienne, il garde la capacité à comprendre les animaux et à suivre une piste dans la nature.

### Ranger James Trivette
James Trivette est un officier afroaméricain. Il a grandi dans la banlieue pauvre de Baltimore et obtenu une bourse pour devenir footballeur professionnel. Il a été recruté par les Cowboys de Dallas mais lors du dernier match de saison régulière, il s'est blessé à l'épaule. Lors de l'intersaison, il a tenté de revenir à son meilleur niveau chez les Tennessee Titans, sous les ordres de coach Ortega, mais ne parvenant pas à guérir, il mit un terme à sa carrière et rejoint alors les forces de police. Il compte souvent sur les ordinateurs et la science médico-légale pour trouver les malfaiteurs. Il se démarque également du Texan par son goût pour l'élégance, les jolies femmes et les belles voitures mais il partage avec lui son amour de la loi et son intransigeance envers ceux qui la transgressent. Il dit être végétarien dans un épisode de la saison 1. Trivette est généreux et respectueux, il admire profondément Walker dont il est le meilleur ami.

### Substitut du Procureur Alexandra Cahill
Substitut du procureur, elle désapprouve les manières parfois musclées qu'utilise Walker lors de ses arrestations mais est impressionnée par ses performances. Petit à petit, elle participe aux enquêtes, et devient une alliée du Texan. Une estime réciproque naît entre les personnages qui conduit à un mariage lors du dernier épisode de la saison 8, puis à la naissance, lors du dernier épisode, d'une petite fille, Angela. Alex est une femme tendre et sérieuse avec beaucoup de charme. Très généreuse, altruiste et courageuse, elle est totalement dévouée à son métier et à l'homme de sa vie.

### CD Parker
CD Parker est un ancien Ranger qui a été contraint de quitter le métier après avoir été blessé aux genoux. Il est le propriétaire du CD bar & grill où se réunissent les héros le soir après leur journée de service. Son expérience lui permet de donner à Walker et Trivette des conseils judicieux. Il disparaît du casting en décembre 1999 et on apprend sa mort peu de temps après. Lors du dernier épisode, Walker découvre que sa mort, qu'il croyait naturelle, est en réalité un assassinat perpétré par un gang cherchant à se venger. CD Parker est un bon vivant sympathique.

### Ray Firewalker
Ray Firewalker est l'oncle de Walker. C'est lui qui l'a recueilli et éduqué à la mort de ses parents. Il appelle Walker par son nom Cherokee Wa-Sho (aigle solitaire). Fréquemment présent dans la saison 1, il disparaît par la suite, même s'il réapparaît brièvement dans la saison 2. Ce rôle de mentor et de représentant de la culture cherokee est tenu, à partir de la saison 4, par le chef "White Eagle".

### Ranger Sydney Cooke
Le Texas Ranger Sydney Cooke est une recrue récente du corps de police du Comté de Dallas. Elle apparaît dans la saison 8 en même temps que Francis Gage. C'est une spécialiste en arts martiaux, dont le style est marqué par des mouvements plus improbables les uns que les autres, et en déguisement pour les missions d'infiltration. C'est une femme charmante, intègre et énergique. Elle est exigeante envers elle-même. Elle adore le rodéo et la boxe. Une attirance mutuelle entre elle et le ranger Gage grandit au fur et à mesure des saisons. 

### Ranger Francis Gage
Spécialiste de karaté et de judo. Ses parents sont morts dans un accident de voiture quand lui et sa grande sœur Julie étaient enfants. Il a grandi dans un orphelinat. C'est lui qui demande à Walker de lui choisir pour coéquipière Sydney. Il y a une attirance mutuelle entre le ranger Cook et lui, qui s'intensifiera au fil des épisodes.  

## Épisodes

### Série dérivée
En 1999, un spin-off intitulé Le Successeur a été produit mais n'est pas allé au-delà du sixième épisode.

### Téléfilm en 2005:Walker Texas Ranger: La Machination
À la fin de la série, de nombreux fans américains ont créé des pétitions sur Internet pour demander une suite, et cela a abouti : un ultime téléfilm a été réalisé et diffusé en 2005-2006 par la chaîne américaine d'origine CBS, Walker, Texas Ranger : La Machination. Le téléfilm conclut donc la série après presque 10 ans de tournage. Réalisé en 2005, il est disponible en DVD et en version originale.
Résumé : Quatre ans ont passé. Les Texas Rangers ont inauguré leur nouveau QG à Dallas, et par la même occasion ont recruté un nouveau, Rhett Harper. Dans le même temps, la télécommande d'un missile tombe par hasard entre les mains d'un adolescent de 13 ans, qui devient alors la cible d'un groupe mafieux coréen bien décidé à remettre la main sur cet objet. Walker répond au message laissé par le père du jeune homme qui appelait à l'aide, puis se rend à son domicile, et trouve l'homme gisant mort, brutalement assassiné. 
De son côté, le Texas Ranger Kay McCord poursuit son enquête sur le meurtre d'une jeune femme vue pour la dernière fois dans un bar avec un collègue, le Texas Ranger Rhett Harper. Bien qu'Harper nie et ignore même la mort de la jeune femme, le procureur Alex Cahill est contrainte de le faire arrêter. Quant au Texas Ranger Trivette, il s'apprête à quitter Dallas car il est muté dans une unité au quartier général de la C.I.A. à Quantico en Virginie…

### Reboot
Un reboot est commandé pour 2020 avec Jared Padalecki dans le rôle de Cordell Walker. La série, intitulée Walker, est diffusée depuis le 21 janvier 2021 sur la chaine The CW.

## Chanson du générique
La chanson du générique The Eyes of The Ranger a été écrite par Tirk Wilder et est interprétée par Chuck Norris (Cordell Walker). On peut y voir une référence au chant traditionnel texan The Eyes of Texas (Are Upon You).
- Paroles : « In the eyes of a ranger, The unsuspecting stranger, Had better know the truth of wrong from right, 'Cause the eyes of a ranger are upon you, Any wrong you do, he's gonna see, When you're in Texas, Look behind you, 'Cause that's where the ranger's gonna be. »
- Traduction française : « Dans les yeux du Ranger, l'étranger crédule, ferait mieux de bien savoir discerner le bien du mal. Parce que les yeux du Ranger sont pointés sur vous, chaque erreur faite il la verra. Quand vous êtes au Texas, regardez derrière vous, car ce sera là que le Ranger se trouvera. »

La chanson apparait également dans un épisode de la série lorsque Walker et Trivette cherchent une bonne radio lorsqu'ils entendent la chanson.
Depuis 2007, elle figure également sur l'album de "Drej", sous la forme d'une reprise ukulélé/voix.

## Diffusion internationale
Tableau de diffusion internationale de la série Walker, Texas Ranger
| Pays de diffusion | Chaîne de diffusion                    |
| ----------------- | -------------------------------------- |
| Argentine         | Canal 9                                |
| Autriche          | ORF1                                   |
| Belgique          | RTL-TVI, AB3, Club RTL                 |
| Bulgarie          | Diem                                   |
| États-Unis        | CBS                                    |
| France            | RTL TV, RTL9, TF1, TMC TV Breizh et C8 |
| Italie            | Rete 4                                 |
| Kazakhstan        | КТК                                    |
| Monténégro        | RTCG                                   |
| Norvège           | TV3                                    |
| Slovaquie         | TV Markíza                             |
| Turquie           | Kanal D                                |

## Distinctions et notoriété
| Gagnants                                  | Récompenses                       | Dates | Catégories                                     |
| ----------------------------------------- | --------------------------------- | ----- | ---------------------------------------------- |
| Chuck Norris                              | FAITA award                       | 2000  | inconnue                                       |
| Chuck Norris                              | Lone Star Film & Television Award | 1999  | inconnue                                       |
| Chuck Norris                              | Lone Star Film & Television Award | 2000  | inconnue                                       |
| Équipe                                    | BMI Film & TV Awards              | 1999  | inconnue                                       |
| Équipe                                    | BMI Film & TV Awards              | 2000  | inconnue                                       |
| Équipe                                    | BMI Film & TV Awards              | 2001  | inconnue                                       |
| Clarence Gilyard. Jr alias James Trivette | Image Awards                      | 2000  | Meilleur second rôle dans une série dramatique |

Le 2 décembre 2010, Chuck Norris et son frère Aaron le producteur de la série ont reçu le titre de "Texas Ranger" pour avoir honoré l'État du Texas pendant près de 10 ans[réf. nécessaire].
En juillet 2012, l'équipe de la série est choisie pour parrainer le festival de country music de Mirande.
La notoriété du personnage de Cordell Walker lui a valu une place dans l'équipe des "bros" jouables dans le jeu vidéo Broforce, sorti en 2015, sous le pseudonyme de Brodell Walker[réf. nécessaire].
Quand il pète il troue son slip, chanson parodique française, fait référence à la série et à son personnage principal.
Une version parodique du personnage apparaît également dans la série audio La Légende de Xantah, sous le nom de Walker Espace Ranger.

## Coffrets DVD
En France, les coffrets DVD sont sortis à partir de 2006 chez l'éditeur CBS Paramount Home Entertainment France :
- - coffret intégrale saison 1 (saison 1 (3 épisodes) et saison 2) : sortie le 19 octobre 2006 avec 7 DVD ;
  - coffret intégrale saison 2 (saison 3) : sortie le 19 avril 2007 avec 7 DVD ;
  - coffret intégrale saison 3 (saison 4) : sortie le 1er mars 2008 avec 7 DVD ;
  - coffret intégrale saison 4 (saison 5) : sortie le 3 juillet 2008 avec 7 DVD ;
  - coffret intégrale saison 5 (saison 6) : sortie le 21 novembre 2008 avec 7 DVD ;
  - coffret intégrale saison 6 (saison 7) : sortie le 19 février 2009 avec 6 DVD.